# Julieta Lanteri
Julieta Lanteri (22 tháng 3 năm 1873 — 25 tháng 2 năm 1932) là một dược sĩ người Ý-Argentina, lãnh đạo phong trào tư tưởng tự do và vận động cho quyền của phụ nữ tại Argentina nói riêng cải cách xã hội nói chung.

## Cuộc đời
Julie Madeleine Lanteri sinh ở một vùng nông thôn thuộc Briga Marittima, trong tỉnh Cuneo, Ý (ngày nay là La Brigue, Pháp). Bố mẹ cô, Mattea Guido và Pierre-Antoine Lanteri, di cư đến Argentina cùng với hai cô con gái của mình vào năm 1879. Sau này cô được nuôi dưỡng và lớn lên tại Buenos Aires và La Plata.
Cô trở thành, vào năm 1891, người phụ nữ đầu tiên nhập học tại Colegio Nacional de La Plata, một trường cao đẳng công chuẩn bị cho đại học và lấy bằng dược lý học tại trường đại học Buenos Aires vào năm 1898. Lanteri sau này nhập học tại Khoa Y của trường đại học đó với sự cho phép của trưởng khoa là tiến sĩ Leopoldo Montes de Oca. Ở đó cô vấp phải sự chống đối từ cả học sinh lẫn giáo viên; sự chống đối đến từ quan điểm không cho phép phụ nữ theo đuổi nghề nghiệp cũng như những chuyện lặt văt như quan điểm phụ nữ không nên làm việc với tử thi. Những chống đối trên làm cho Lanteri và tiến sĩ Cecilia Grierson (người phụ nữ đầu tiên lấy bằng y học tại Argentina) cùng thành lập Asociación de Universitarias Argentinas, một hội sinh viên cho phụ nữ đầu tiên tại Argentina vào năm 1904. Sau khi thực tập tại phòng hộ sinh tại bệnh viện San Roque, Lanteri trở thành, vào năm 1907, người phụ nữ thứ năm tại Argentina có bằng y học, và là người phụ nữ Argentina gốc Ý đầu tiên làm được việc đó.
Lanteri làm việc 10 năm tại Public Assistance Bureau of Buenos Aires và tại Emergency Hospital và Dispensary. Cô vận động tích cực cho việc khám chữa bệnh cho người nghèo, và xuất bản báo tạp chí Semana Médica cho mục đích tương tự. Cô thành lập Hội Tư tưởng tự do Argentina vào năm 1905, và tích cực hoạt động cho quyền phụ nữ, cùng Grierson, Alicia Moreau de Justoavànmột số người khác thành lập Trung tâm Nữ giới tại Hội nghị năm 1906 về Tư tưởng tự do, tổ chức tại Buenos Aires.
Cô thành lập National League of Women Freethinkers và tạp chí của nó, La Nueva Mujer. Cô giúp tổ chức Hội nghị Phụ nữ Quốc tế vào năm 1910, và sau đó giúp tổ chức Hội nghị Quyền trẻ em Quốc gia đầu tiên. Đơn xin làm việc của cô tại trường cũ của mình bị từ chối với lý do cô vẫn là một người nước ngoài, dẫn đến việc cô xin nhập quốc tịch Argentina. Phụ nữ nhập cư đơn thân tại Argentina thường không được nhập quốc tịch. Lanteri cưới tiến sĩ Alberto Renshaw vào năm 1910, và sau một vụ kiện kéo dài tám tháng, rốt cuộc cô cũng được nhập quốc tịch vào năm 1911. Bản thân đám cưới cũng gây tranh cãi, vì chú rể nhỏ hơn cô dâu 14 tuổi. Lý do tương tự cũng được đưa ra nhằm từ chối không cho cô nhập học ngành tâm thần học tại trường cũ của mình.
Vì sự hiểu biết về luật 5.098, luật cho phép phụ nữ đi bầu với rất nhiều điều kiện khác nhau, Lanteri thuyết phục được nhân viên khu tuyển cử chấp nhận phiếu bầu của cô vào ngày 16 tháng 7 năm 1911 trong cuộc bầu chọn hội đồng lãnh đạo Buenos Aires, và do đó trở thành người phụ nữ đầu tiên đi bầu tại Nam Mỹ. Phụ nữ không được phép đi bầu một cách rộng rãi tại Argentina cho tới năm 1947. Luật bầu cử được sửa đổi vào năm sau quy định chỉ có người đã hoàn thành nghĩa vụ quân sự (toàn bộ nam giới Argentina đều phải đi) thì mới được bầu, và do đó loại bỏ phụ nữ. Lanteri sau đó cùng với luật sư của mình, Angelica Barreda, thành lập một đảng phái chính trị, National Feminist Union, vào năm 1918 và cô vận động tranh cử cho một vị trí trong Argentine Chamber of Deputies trong mỗi kì bầu cử tiếp theo cho đến khi cuộc đảo chính quân sự năm 1930 tại Argentina xảy ra..
Đảng của cô kêu gọi đầu phiếu phổ thông, bình đẳng giới theo luật Dân sự Argentina và thành lập một loạt luật mới, bao gồm quy định về số giờ làm việc, trả lương đồng đều, lương hưu, lương nghỉ sanh, các cải cách lao động về phụ nữ và lao động trẻ em, đào tạo chuyên nghiệp cho phụ nữ, luật về việc li dị, chăm sóc đặc biệt cho trẻ thành niên phạm tội, cải cách nhà tù, loại bỏ án tử, đầu tư vào y tế và nhà trẻ, các quy định an toàn lao động trong công xưởng, cấm sản xuất và mua bán rượu, vắc xin phòng bệnh, cấm các nhà chứa. Tuy nhiên cô không thành công, chỉ giành được 1,000 đến 1,730 phiếu trong mỗi kì bầu cử. Trong số những người ủng hộ cô có nhà văn Manuel Gálvez, người chống đối cả đảng Conservatives lẫn đảng nắm quyền UCR, và chọn bầu cho "tiến sĩ dũng cảm Lanteri" 
Tiến sĩ Lanteri được bổ nhiệm vào Hiệp hội Y tế Argentina.. Cô tiếp tục thực hành y khoa, và cung cấp các chăm sóc tinh thần cho phụ nữ và trẻ em. Cô thành lập trường tiểu học đầu tiên tại thị trấn Sáenz Peña, Buenos Aires, và giảng dạy rất nhiều tại châu Âu. Cô cũng thử tham gia vào các lĩnh vực khác, công bố thuốc bổ chống rụng tóc vào năm 1928. Việc vận động của cô cho quyền đi bầu của phụ nữ có một bước ngoặt mới khi vào năm 1929, cô đăng ký nghĩa vụ quân,ự với lý do nghĩa vụ này được yêu cầu cho tất cả công dân, phụ nữ cũng phải thực hiện nghĩa vụ này, và do đó, cũng có quyền đi bầu. Việc này lên tới tòa án tối cao Argentina, và bị xử thua.
Lanteri đang đi bộ trên đường Diaognal Norte, khu thương mại của Buenos Aires vào ngày 23 tháng 2 năm 1932 thì một người đi xe mô tô đụng cô. Người điều khiển xe chạy trốn và sau hai ngày ở bệnh viện, cô mất vào tuổi 58. Hơn 1000 người đến dự đám tang cô.
Vụ việc được cảnh sát kết luận là tai nạn, điều này bị chất vấn lúc đó bởi tờ El Mundo, nhà báo Adelia Di Carlo. Tờ nhật báo công bố chi tiết của vụ việc, bao gồm cả việc tên người điều khiển cũng như biển số xe bị che mờ trong báo cáo của cảnh sát cũng như việc người điều khiển là David Klapenbach, thành viên của nhóm bán quân sự hữu khuynh Argentine Patriotic League, và rằng bản thân Klapenbach đã thực hiện nhiều vụ giết người trước đây. Nhà của Di Carlo bị lục soát bởi cảnh sát liên bang Argentina sau khi công bố những chi tiết trên..
Nhà báo điều tra Araceli Bellota và Ana María De Mena công bố tiểu sử của Lanteri (Julieta Lanteri: La pasión de una mujer và Palomita Blanca) vào năm 2001. Một con đường trên quận mới nhất của Buenos Aires, Puerto Madero, được đặt theo tên cô.